# Stéblo

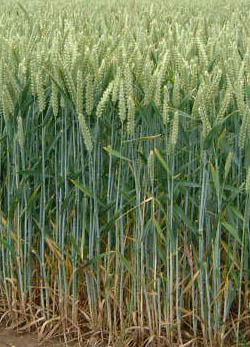
Stébla pšenice s nevyzrálými klasy

Stéblo (lat. culmus) je dutý, zřídka i plný stonek trav a obilnin, tedy rostlin z čeledě lipnicovitých, včetně obilí. Je rozdělený zpevňujícími kolénky s přisedlými, dlouze pochvatými listy se souběžnou žilnatinou. U některých rostlin, např. bambusů, bývá stéblo dřevnaté nebo je vyplněno dužinou.
Uschlá stébla obilnin, tj. sláma, se odpradávna používala k výrobě užitkových předmětů, a to na různé ošatky nebo slaměné košíky. Využívalo se také jejích tepelně-izolačních vlastností. V současné době se z ní vyrábějí především dekorační předměty. Pro člověka byla sláma důležitá také pro "výrobu" chlévského hnoje, který byl před obdobím průmyslových hnojiv pro svůj obsah, hlavně dusíku, ceněným hnojivem. 
V bakteriologii je stéblo též tubulární útvar některých bakterií (např. Planctomycetes), neobsahující cytoplazmu a pomáhající jim připevnit se k ostatním jedincům v procesu pučení.